# Kwewri

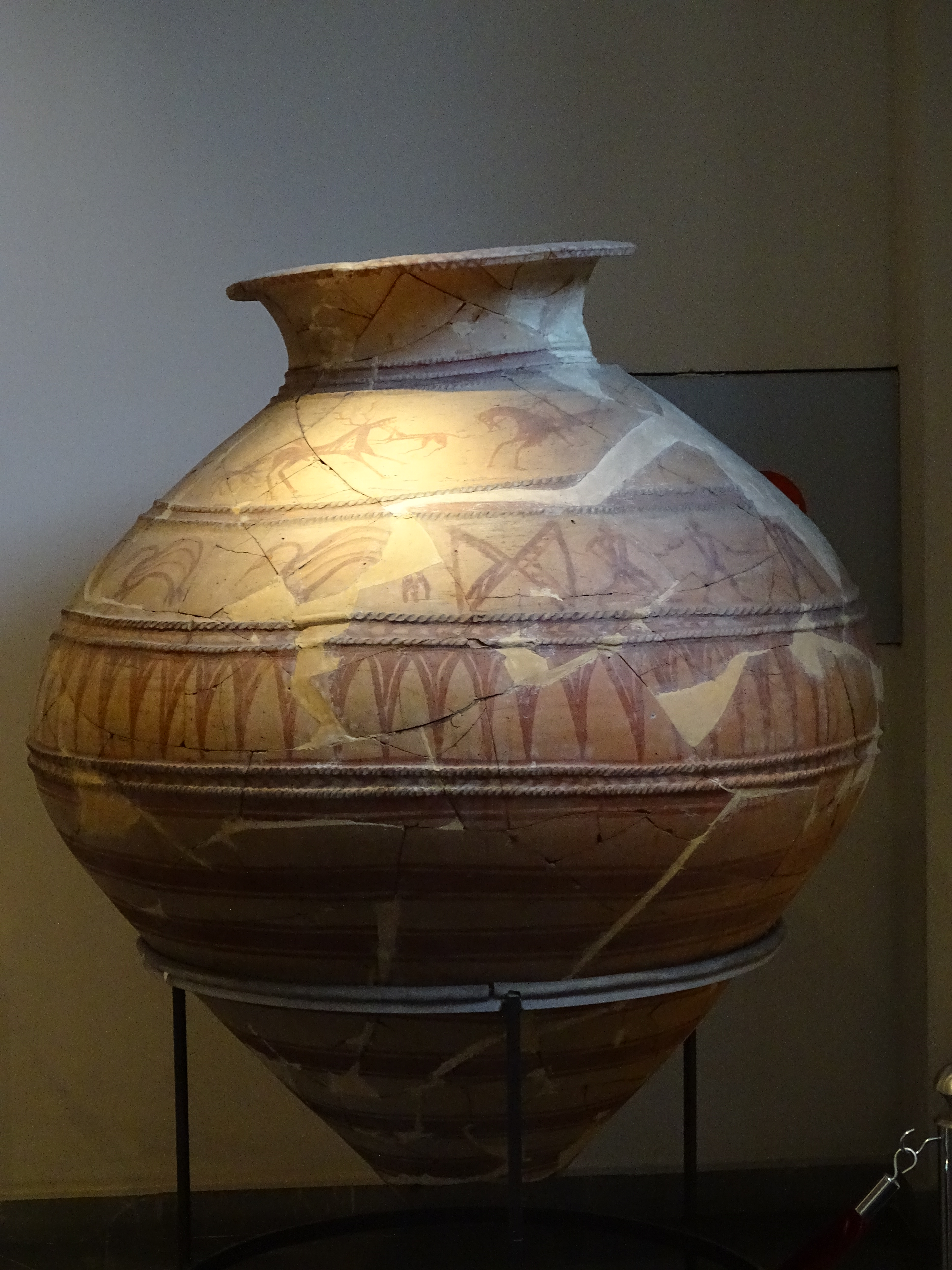

Kwewri – tradycyjna gruzińska gliniana amfora przeznaczona do produkcji wina. Kwewri są wykorzystywane od kilku tysięcy lat.
Najczęściej zakopuje się je w ziemi, dzięki czemu wino ma odpowiednią temperaturę do fermentacji. Największe kwewri mogą mieć pojemność kilku tysięcy litrów.
W Grecji taką amforę nazywano pithos, w Rzymie dolium.